# Chlamydophila psittaci
Chlamydophila psittaci é uma bactéria intracelular obrigatória que pode ser altamente contagiosa e gerar Clamidiose tanto em animais como em humanos.
Na Classe Aves, C. psittaci foi detectada, ou ao menos os anticorpos contra a mesma, em pelo menos 469 espécies de vida livre ou de companhia (KALETA & TADAY, 2003). A família Psittacidae compõe o maior reservatório de C. psittaci, particularmente em grupos sob condições de cativeiro, mas também quando os indivíduos são mantidos como aves de companhia (HARKINEZHAD et al., 2009a).
Em aves, produz uma infecção de caráter sistêmico, incluindo alterações como conjuntivite, enterite, aerossaculite, pneumonia e hepatoesplenomegalia. A sua importância em saúde pública se dá pelo convívio humano com aves ou com o ambiente contaminado por seus excrementos. A infecção em seres humanos pode variar desde uma pneumonia intersticial a encefalite, tendo, portanto, a infecção aviária, grande relevância sanitária (Tassia Cristina Bello de Vasconcelos, Denise Monnerat Nogueira, et al., 2013).

## Hospedeiros e sua relação comChlamydophila psittaci
Para o gênero Chlamydophila, todas as linhagens aviárias conhecidas são oriundas da espécie C. psittaci (HARKINEZHAD et al., 2009a) e dentre todas as 30 ordens aviárias envolvidas, Psittaciformes apresenta o maior percentual de espécies positivas, 45%, ou seja, 153 de suas 342 espécies (KALETA & TADAY, 2003). Nesta ordem, a prevalência de clamidiose está entre 16 e 81%, com uma taxa de mortalidade igual ou maior a 50% (HARKINEZHAD et al., 2009a).

## Transmissão
A transmissão de C. psittaci entre aves ocorre por contato com um indivíduo infectado, principalmente por meio de inalação e algumas vezes por ingestão de material contaminado. O agente é eliminado nas fezes e descargas nasais, onde pode ser encontrado grande número de células bacterianas (HARKINEZHAD et al., 2009a). A bactéria pode permanecer com capacidade infectante no ambiente por meses (TELFER et al., 2005; MITCHELL et al., 2009).
A transmissão de C. psittaci no ninho é possível, seja por regurgitação, quando da alimentação dos pais ao filhote, como ocorre com Columbiformes, seja pela contaminação do ninho com exsudatos e fezes. Pode ainda ser transmitida entre aves por meio de ectoparasitas sugadores de sangue, como piolhos, ácaros ou moscas, ou menos comumente por meio de bicadas ou feridas.

## Diagnóstico
Os métodos diagnósticos de Clamidiose animal, tanto em aves como em mamíferos, são baseados ou na detecção direta do agente ou por detecção de anticorpos contra o mesmo (SACHSE et al., 2009). Por ser uma bactéria Gramnegativa intracelular (HARKINEZHAD et al., 2009a) obrigatória (GERLACH, 1994; EVERETT et al., 1999), o isolamento em cultura de células ou ovos embrionados é utilizado para verificar a viabilidade da linhagem de campo e facilita a caracterização, seja pela técnica molecular, seja por métodos bioquímicos (SACHSE et al., 2009).

## Tratamento e prevenção
O tratamento é baseado no uso do antibiótico tetraciclina. Não possui vacinas contra C. pisittaci, porém está em fase de estudos. 
A pisitacose em seres humanos é controlada pela restrição à importação de pássaros psitacídios ( arara, periquito, papagaio, etc.), pela eliminação de pássaros doentes e pela adição de tetraciclina ao alimento dos pássaros. Criações domésticas de perus e de patos são inspecionadas para a verificação da presença de C. pisittaci (LEVINSON, Warren, 2005).